# شهرستان سن دیگو (کالیفرنیا)
شهرستان سن دیگو (به انگلیسی: San Diego County) نام یک شهرستان در جنوب غربی ایالت کالیفرنیا در آمریکا است.